# Pachyloma setosum
Pachyloma setosum är en tvåhjärtbladig växtart som beskrevs av John Julius Wurdack. Pachyloma setosum ingår i släktet Pachyloma och familjen Melastomataceae. Inga underarter finns listade i Catalogue of Life.